# مجموعه تپه‌های بلوط آباد
مجموعه تپه‌های بلوط آباد مربوط به سده‌های میانه دوران‌های تاریخی پس از اسلام است و در شهرستان فراشبند، بخش مرکزی، دهستان آویز، کیلومتر ۷ جاده فراشبند به بوشهر، سمت چپ جاده، ابتدای روستای بلوط آباد واقع شده و این اثر در تاریخ ۱۵ دی ۱۳۸۷ با شمارهٔ ثبت ۲۴۲۰۷ به‌عنوان یکی از آثار ملی ایران به ثبت رسیده است.